# Stazione di Ashiya (JR West)
La stazione di Ashiya (芦屋駅?, Ashiya-eki) è una stazione ferroviaria di Ashiya, nella prefettura di Hyōgo. Si trova sulla linea JR Kōbe, sezione della linea principale Tōkaidō.

## Linee
- JR West
  - ■ Linea JR Kōbe (Linea principale Tōkaidō)

## Caratteristiche
La stazione è dotata di 6 binari, di cui 4 usati per il servizio viaggiatori, e i due più esterni utilizzati per i treni rapidi e rapidi speciali nell'ora di punta, e i due interni per i locali e alcuni rapidi. Alla stazione fermano tutti i treni della linea JR Kobe. La stazione è dotata di due banchine a isola.
| 1 | ■ Linea JR Kōbe |  | Rapidi Speciali per Amagasaki, Osaka e Kyoto |
| 2 | ■ Linea JR Kōbe |  | Locali e rapidi per Amagasaki, Osaka e Kyoto |
| 3 | ■ Linea JR Kōbe |  | Locali e Rapidi per Sannomiya e Himeji       |
| 4 | ■ Linea JR Kōbe |  | Rapidi Speciali per Sannomiya e Himeji       |

## Stazioni adiacenti
| «                | Servizio        | »             |
| Linea JR Kōbe    | Linea JR Kōbe   | Linea JR Kōbe |
| ---------------- | --------------- | ------------- |
| Sakura Shukugawa | Locale          | Kōnan-Yamate  |
| Nishinomiya      | Rapido          | Sumiyoshi     |
| Amagasaki        | Rapido Speciale | Sannomiya     |